# Acicarpha
Acicarpha é um género de planta com flor pertencente à família Calyceraceae. 
A autoridade científica da espécie é Juss., tendo sido publicada em Annales du Muséum National d'Histoire Naturelle 2: 347, pl. 58. 1803. A espécie-tipo é Acicarpha tribuloides Juss.
Trata-se de um género aceite pelo sistema de classificação filogenético Angiosperm Phylogeny Website.

## Espécies
Segundo a base de dados The Plant List tem 16 espécies descritas das quais 5 são aceites:
- Acicarpha bonariensis (Pers.) Herter
- Acicarpha lanata Lag. ex Pers.
- Acicarpha procumbens Less.
- Acicarpha runcinata Miers
- Acicarpha tribuloides Juss.